# Stimmen der Berge
Die Stimmen der Berge sind eine deutsche Musikformation aus dem Bereich Volksmusik und Schlager.

## Hintergrund
Die Gruppe wurde im Sommer 2014 von fünf Sängern gegründet, die vormals Mitglieder der Regensburger Domspatzen und des Tölzer Knabenchors waren, den Tenören Benjamin Grund, Matthias Müller und Thomas A. Gruber, dem Bass Stefan Hofmeister und dem Bariton Daniel Hinterberger.
Im März 2016 erschien ihr Debütalbum Wenn die Sonne erwacht in den Bergen.
Im Mai 2016 schieden Matthias Müller und Stefan Hofmeister aus familiären Gründen aus der Gruppe aus und wurden durch den Tenor Stephan Schlögl und den Bass Simon Käsbauer ersetzt, ebenfalls ehemalige Mitglieder der Regensburger Domspatzen bzw. des Tölzer Knabenchors.

## Diskografie

### Studioalben
| Jahr | Titel                                          | Höchstplatzierung, Gesamtwochen, AuszeichnungChartplatzierungen (Jahr, Titel, Platzierungen, Wochen, Auszeichnungen, Anmerkungen) | Höchstplatzierung, Gesamtwochen, AuszeichnungChartplatzierungen (Jahr, Titel, Platzierungen, Wochen, Auszeichnungen, Anmerkungen) | Höchstplatzierung, Gesamtwochen, AuszeichnungChartplatzierungen (Jahr, Titel, Platzierungen, Wochen, Auszeichnungen, Anmerkungen) | Anmerkungen                                                       |
| Jahr | Titel                                          | DE | AT | CH | Anmerkungen                                                       |
| ---- | ---------------------------------------------- | --- | --- | --- | ----------------------------------------------------------------- |
| 2016 | Wenn die Sonne erwacht in den Bergen           | DE37 (1 Wo.)DE | AT51 (1 Wo.)AT | — | Erstveröffentlichung: 18. März 2016                               |
| 2016 | Im Namen des Vaters                            | — | — | — | Erstveröffentlichung: 23. September 2016                          |
| 2017 | Italienische Sehnsucht                         | DE53 (1 Wo.)DE | — | CH51 (1 Wo.)CH | Erstveröffentlichung: 4. August 2017                              |
| 2019 | Deutsches Gold                                 | DE5 (8 Wo.)DE | AT14 (1 Wo.)AT | CH15 (1 Wo.)CH | Erstveröffentlichung: 25. Januar 2019                             |
| 2019 | Lieder für die Ewigkeit                        | — | — | — | Erstveröffentlichung: 18. Oktober 2019                            |
| 2019 | Lebe, lache, liebe... dich frei                | — | — | — | Erstveröffentlichung: 8. November 2019 mit Schwester Teresa Zukic |
| 2020 | Sing mit! Die große Kultschlagerparty – Vol. 1 | DE95 (1 Wo.)DE | — | — | Erstveröffentlichung: 31. Juli 2020                               |
| 2021 | Ewige Liebe                                    | DE4 (4 Wo.)DE | AT20 (1 Wo.)AT | — | Erstveröffentlichung: 29. Januar 2021                             |
| 2022 | Goldene Stimmen der Heimat                     | DE12 (5 Wo.)DE | AT50 (1 Wo.)AT | CH64 (1 Wo.)CH | Erstveröffentlichung: 28. Januar 2022                             |
| 2023 | Danke für die Lieder                           | DE16 (1 Wo.)DE | — | — | Erstveröffentlichung: 13. Oktober 2023                            |

### Kompilationen
| Jahr | Titel                                   | Höchstplatzierung, Gesamtwochen, AuszeichnungChartplatzierungen (Jahr, Titel, Platzierungen, Wochen, Auszeichnungen, Anmerkungen) | Höchstplatzierung, Gesamtwochen, AuszeichnungChartplatzierungen (Jahr, Titel, Platzierungen, Wochen, Auszeichnungen, Anmerkungen) | Höchstplatzierung, Gesamtwochen, AuszeichnungChartplatzierungen (Jahr, Titel, Platzierungen, Wochen, Auszeichnungen, Anmerkungen) | Anmerkungen                              |
| Jahr | Titel                                   | DE | AT | CH | Anmerkungen                              |
| ---- | --------------------------------------- | --- | --- | --- | ---------------------------------------- |
| 2016 | Das Beste                               | DE89 (1 Wo.)DE | — | — | Erstveröffentlichung: 25. November 2016  |
| 2023 | Die größten deutschen Hits aller Zeiten | DE12 (1 Wo.)DE | AT32 (1 Wo.)AT | CH43 (1 Wo.)CH | Erstveröffentlichung: 21. April 2023     |
| 2024 | 10 Jahre – Das Beste zum Jubiläum       | DE15 (1 Wo.)DE | — | — | Erstveröffentlichung: 20. September 2024 |

### Weihnachtsalben
- 2017: Weihnachten bei uns Zuhaus

## Auszeichnungen
- smago! Award
  - 2019: Crossover Award[2]